# Much Wenlock
Koordinaten: 52° 52′ N, 3° 3′ W
Much Wenlock ist eine Kleinstadt in der englischen Unitary Authority Shropshire, nahe der Grenze zu Wales. Sie liegt rund 18 km südöstlich von Shrewsbury und zählt 2605 Einwohner (Stand: 2001).

## Geschichte
Gegründet wurde die Kleinstadt um das Jahr 680 in der Nähe eines Klosters durch Merewalh, einem Sohn des Königs Penda von Mercia. Merewalhs Tochter, die Heilige Milburga von Wenlock, war ab 687 die erste Äbtissin. 874 wurde die Abtei von den Dänen zerstört. Graf Leofric von Mercia und seine Ehefrau Lady Godiva gründeten Mitte des 11. Jahrhunderts am selben Standort eine weitere religiöse Institution. Schließlich stiftete Roger de Montgomerie, 1. Earl of Shrewsbury 1079 oder 1082 die Much Wenlock Priory, ein Benediktinerkloster, das bis zur Auflösung der englischen Klöster im Jahr 1539 Bestand hatte. Die formelle Gründung der Stadt Much Wenlock erfolgte im Jahr 1468 durch König Edward IV. auf die Bitte von John Wenlock, 1. Baron Wenlock.
Much Wenlock ist bekannt für die Wenlock Olympian Society Annual Games, die 1850 vom Botaniker William Penny Brookes ins Leben gerufen wurden. Diese Sportveranstaltung gilt als einer der Vorläufer der modernen Olympischen Spiele und wird noch jährlich ausgetragen.
In der Nähe des Ortes liegt Wenlock Edge, eine Sandstein-Schichtstufe, die in der Wissenschaftsgeschichte der Geologie eine bedeutende Rolle spielt. Nach ihr benannt ist Wenlock, eine chronostratigraphische Serie des Silur-Zeitalters. Der Kalkstein von „Wenlock Edge“ wird seit vielen Jahren als Baumaterial genutzt und in Kalköfen zubereitet. Der National Trust hat einige alte Kalköfen restauriert, um einen Teil des industriellen Erbes der Region zu bewahren.
Much Wenlock und Wenlock Edge sind Gegenstand von Gedichten von Alfred Edward Housman, die von Ralph Vaughan Williams vertont wurden.

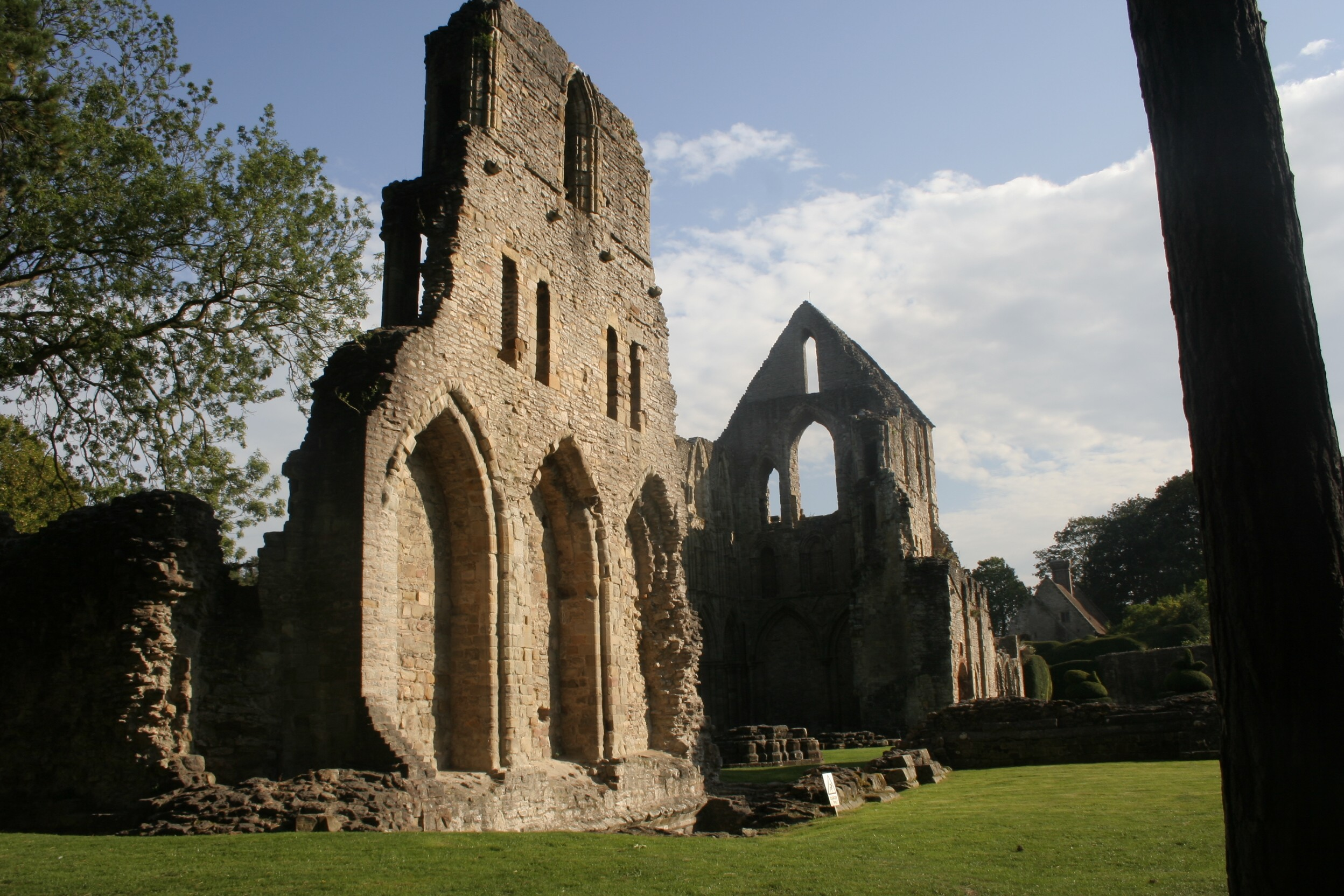
Ruinen des Klosters Much Wenlock Priory

## Persönlichkeiten
- Jonathan Barnes (* 1942), Philosoph
- William Penny Brookes (1809–1895), Botaniker
- Brian Gascoigne (* 1943), Komponist, Arrangeur und Keyboarder
- Rosemary Leach (1935–2017), Schauspielerin
- Tony Levin (1940–2011), Jazzschlagzeuger
- Andy Leggett (* 1942), Jazzmusiker
- Mary Beard (* 1955), Althistorikerin
- Isobel Cooper (* 1975), Sopranistin